# Théodore Verstraete
Théodore Verstraete, né à Gand en 1850 et mort à Anvers en 1907, est un artiste peintre et graveur belge.

## Biographie
Théodore Verstraete fut l'élève de Jacob Jacobs à l'Académie d'Anvers. Il a son atelier à Brasschaat de 1879 à 1889. Ses sujets de prédilection sont les paysages dépouillés de Campine et de Zélande, les marines, des scènes de plage ainsi que des vues campagnardes. 
En 1883, il est un des membres fondateurs du groupe artistique bruxellois d'avant-garde groupe des XX et en reste membre jusqu'en 1885. Verstraete est également cofondateur du cercle artistique Les XIII à Anvers et sera aussi membre du cercle Wees u Zelve. Théodore Verstraete organise l'exposition de ses tableaux et études, fin février 1888, salle Verlat, à Anvers.
À l'Exposition internationale des beaux-arts de Munich, il remporte une 1ère médaille d'or en juillet 1897.
Il expose au Salon de Paris et est médaillé d'or à l'Exposition universelle de 1900 de Paris.
En 1895, Verstraete est frappé de cécité.

## Collection Henri Van Cutsem
Le mécène bruxellois Henri Van Cutsem, principal collectionneur des œuvres de Théodore Verstraete, fera don de sa collection à la ville de Tournai, à la condition d'ériger un musée, qui deviendra le Musée des beaux-arts.

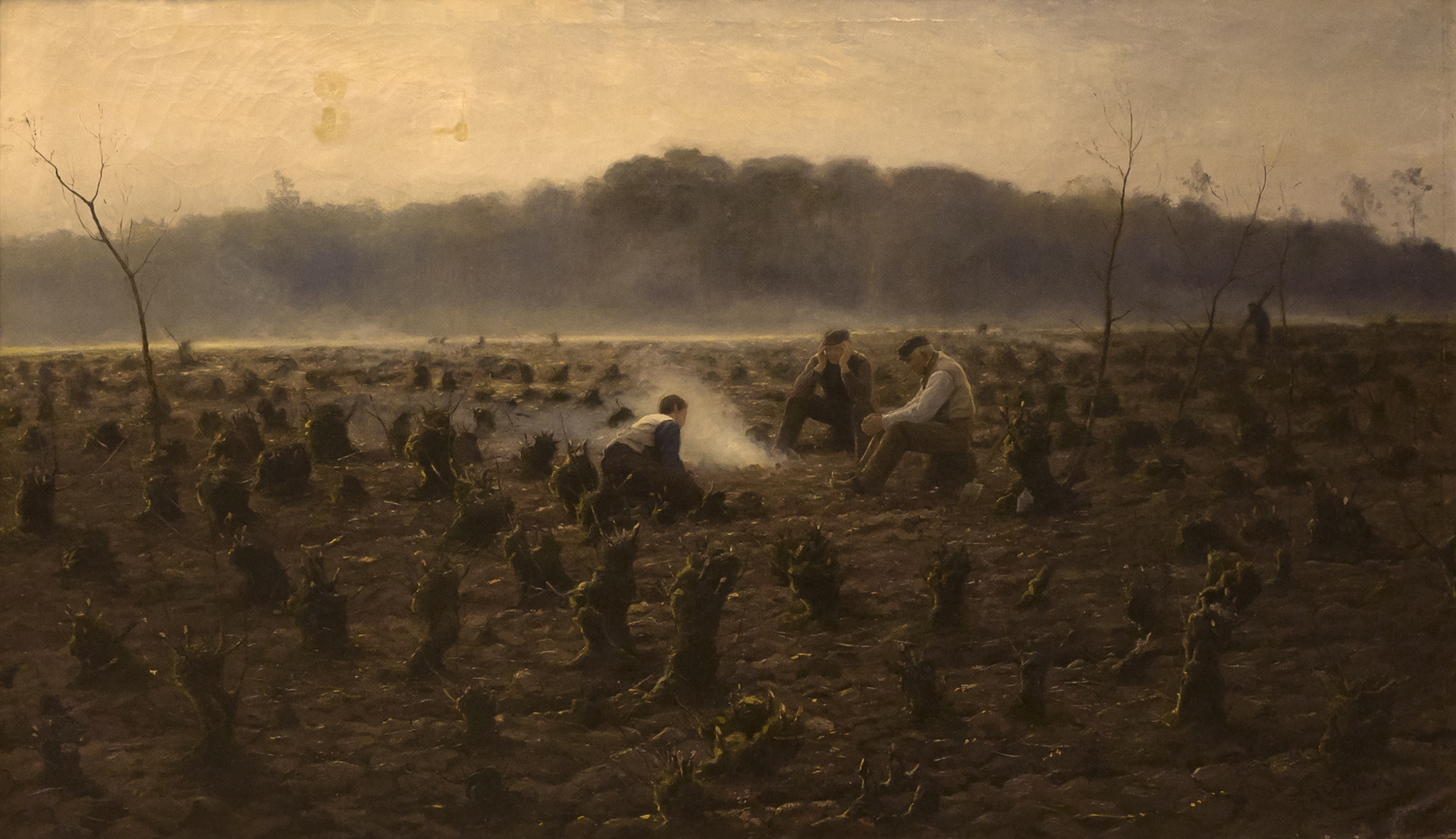
Théodore Verstraete, Les Souches, Musée des beaux-arts de Tournai

## Artistes influencés par Théodore Verstraete
- Ernest Hoorickx
- Constant Permeke
- Eugène Laermans
- Henri-Victor Wolvens

## Dans les collections muséales belges
- Musées royaux des beaux-arts de Belgique à Bruxelles : Après l'enterrement, vers 1894, huile sur toile, 139 × 182 cm[4]
- Musée des beaux-arts de Tournai :
  - Les Souches ;
  - Marine ;
  - Printemps à Schoore, 1894, huile sur toile, 92 × 182 cm[5].
- Musée royal des beaux-arts à Anvers : 
  - La Veillée du mort, 1889-1890, huile sur toile, 173 × 294 cm[6]
  - Après la pluie, septembre, 1891, huile sur toile, 113 × 176 cm[7]
- Musée des Beaux-Arts de Gand
  - Cultiver la terre, 1907, huile sur toile, 103 × 113 cm[8]

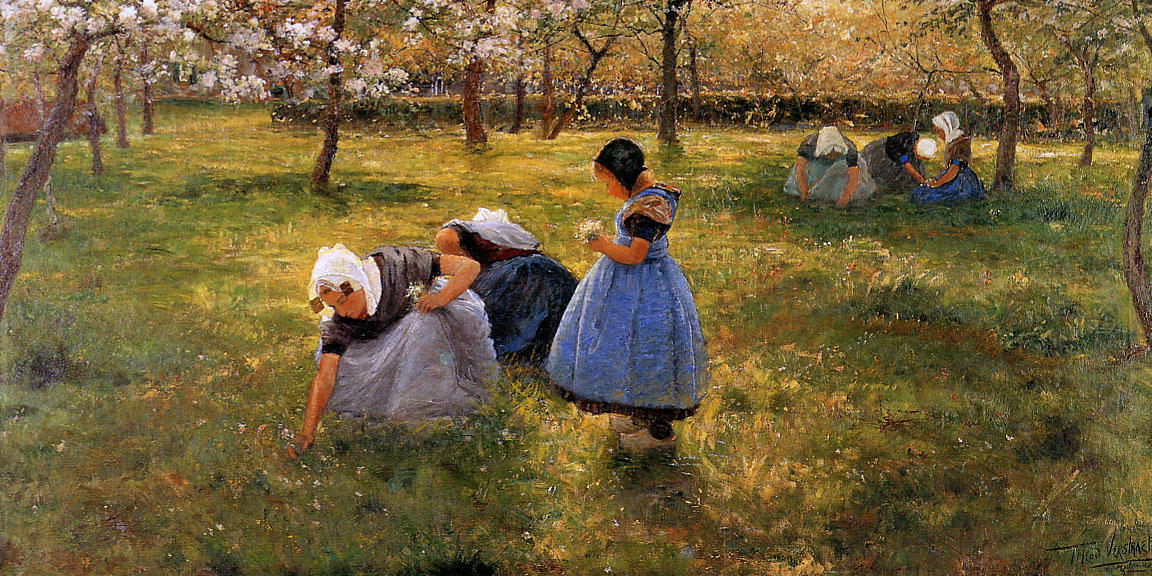
Printemps à Schoore, 1894 Musée des beaux-arts de Tournai
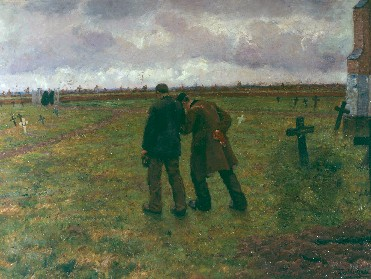
Après l'enterrement, vers 1894 Musées royaux des beaux-arts de Belgique
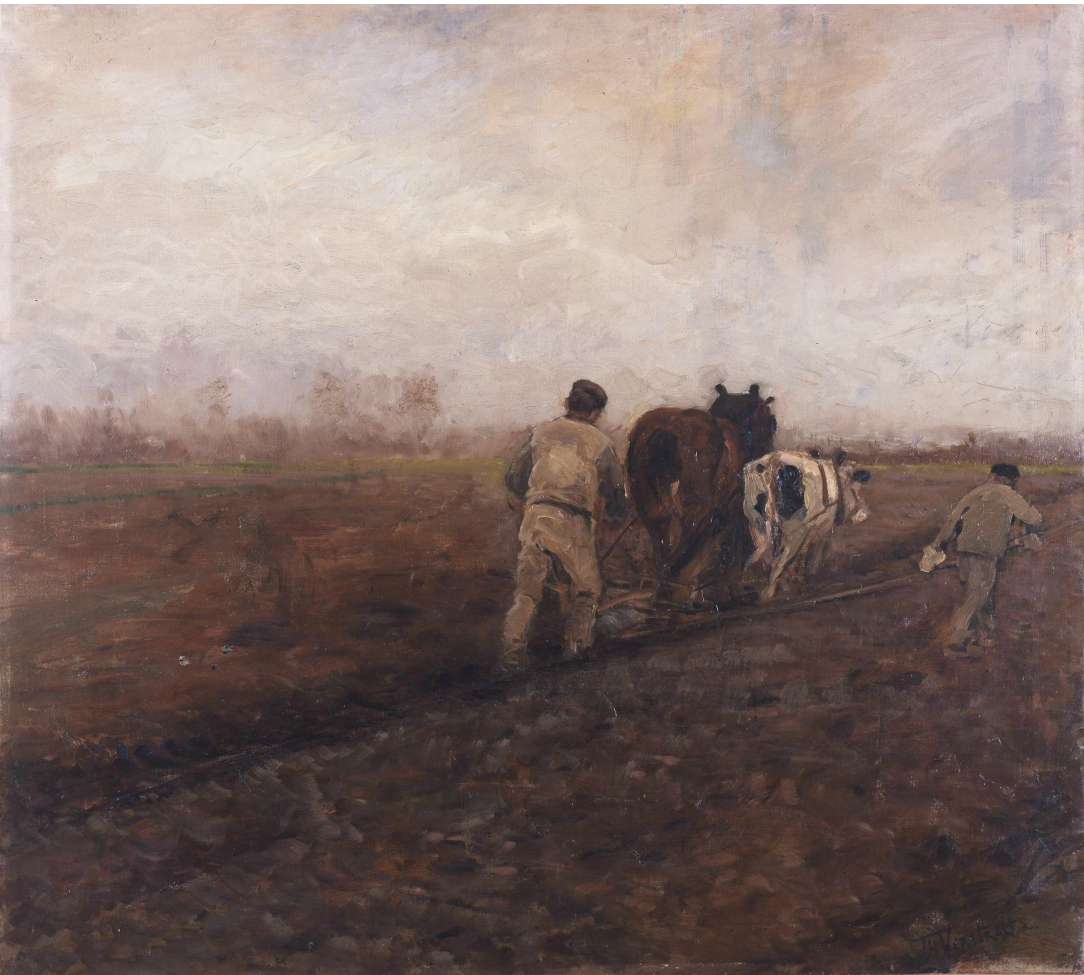
Cultiver la terre, 1907 Musée des Beaux-Arts de Gand